# Gnotschaft

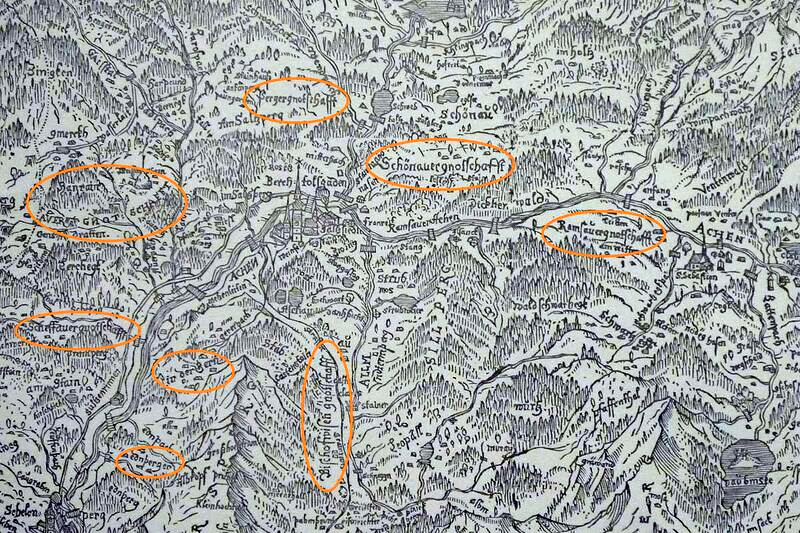
„Urgnotschaften“ des Berchtesgadener Landes. Kartenausschnitt einer Landkarte von J. Mall (1628).

Gnotschaft ist eine seit Jahrhunderten ausschließlich in der Region Berchtesgadener Land innerhalb des heutigen Landkreises Berchtesgadener Land gebräuchliche Bezeichnung für einen Zuständigkeitsbereich, aus der Anfang des 19. Jahrhunderts die Bezeichnungen von Gemeinden und Gemeindeteilen abgeleitet wurden. Sie geht auf Ende des 14. Jahrhunderts im gebietsgleichen Kernland der Fürstpropstei Berchtesgaden entstandene bäuerliche Zusammenschlüsse zurück. Nach Übernahme ihrer Aufgaben durch die Gemeindeverwaltungen werden seit Mitte des 20. Jahrhunderts keine Gnotschafter mehr gewählt und der Begriff Gnotschaft steht nur noch für eine Gemeindeteilbezeichnung.

## Geschichte
Mit dem 1377 ausgestellten Landbrief des Propstes Ulrich Wulp begann das Klosterstift Berchtesgaden – wegen seiner hohen Schulden notgedrungen – den leibeigenen Bauern deren Höfe als Lehen mit eingeschränkten Eigentumsrechten zu überlassen. Die Bauern schlossen sich daraufhin in Gnotschaften (vermutlich für: Genossenschaften) zusammen, was damals zumindest dem Begriff nach bereits auf etwas „mildere Untertansverhältnisse“ deutete. Die Gnotschaften suchten nach und nach Grundsätze der Selbsthilfe zu verwirklichen, wie es sich im nachbarschaftlichen Zusammenstehen bei Hochzeiten und Beerdigungen, der gemeinsamen Brauchtums- und Festtagspflege sowie bei Zusammenkünften nach Art der „Heimgartenbesuche“ zeigte. Ob jedoch die Gnotschaften in freien genossenschaftlichen Zusammenschlüssen der jeweils benachbarten Einödhöfe oder in einem „Organisationsakt der Landesherrschaft“ begründet waren, ist nicht mehr nachweisbar.
Bereits in dem ersten Steuerbuch des Berchtesgadener Landes von 1456 werden die acht „Urgnotschaften“ Au, Salzberg, Bischofswiesen, Ettenberg, Gern, Ramsau, Scheffau und Schönau sowie als deren Unterabteilungen „Gnotschaftsbezirke“ und die sie betreuenden „Gnotschafter“ (Schreibweise lt. Feulner auch: Gnotschäfter) aufgeführt. Diese acht Gnotschaften im „Land Berchtesgaden“ gruppierten sich um die Hauptorte des Berchtesgadener Kernlandes, den zentralen Markt Berchtesgaden und den Markt Schellenberg, und hatten bis zur Säkularisation im Jahre 1803 Bestand. Die Anzahl ihrer „Gnotschafterbezirke“ variierte im Laufe der Jahrhunderte und betrug zuletzt 32.
Die Gnotschafter wurden von den Bauern ohne Mitwirkung der Landesherren in der Regel alljährlich neu gewählt, in der Gnotschaft Gern laut einer Liste von 1802 alle zwei Jahre. Ihr wissenschaftlich bislang kaum untersuchtes Aufgabenfeld lag unter anderem in der Mitwirkung bei der Besprechung von Wege- und Brückenbaumaßnahmen oder auch Bachregulierungen. Zudem waren sie an der Aufsicht über die für die Bauern „ausgeschiedenen Gemeinwälder“ wie auch beim Abfassen der Steuerrollen für das Landgericht und der Weiterleitung regierungsamtlicher Anordnungen beteiligt. Ab dem 17. Jahrhundert hatten sie zudem als „Armenpfleger“ bedürftige Personen zu unterstützen. Trotzdem waren über die Jahrhunderte hinweg auch die „Gnotschafter“ als deren Leibeigene zuallererst der Regentschaft des Stifts verpflichtet gewesen.
Dieter Albrecht vermutet, dass zwischen Landschaftausschuss und Gnotschaftern ein Zusammenhang bestand und die Ausbildung der Gnotschaften zumindest „das genossenschaftlich-kooperative Bewusstsein der Bauernschaft befördert“ hat.
1803 wurde die Fürstpropstei Berchtesgaden aufgelöst und das Berchtesgadener Land verlor damit seine politische Eigenständigkeit. Nach drei kurz hintereinander folgenden Herrschaftswechseln wurden 1810 dessen Gebiet und seine Gnotschaften dem Königreich Bayern angegliedert.

## Gnotschaften nach 1817

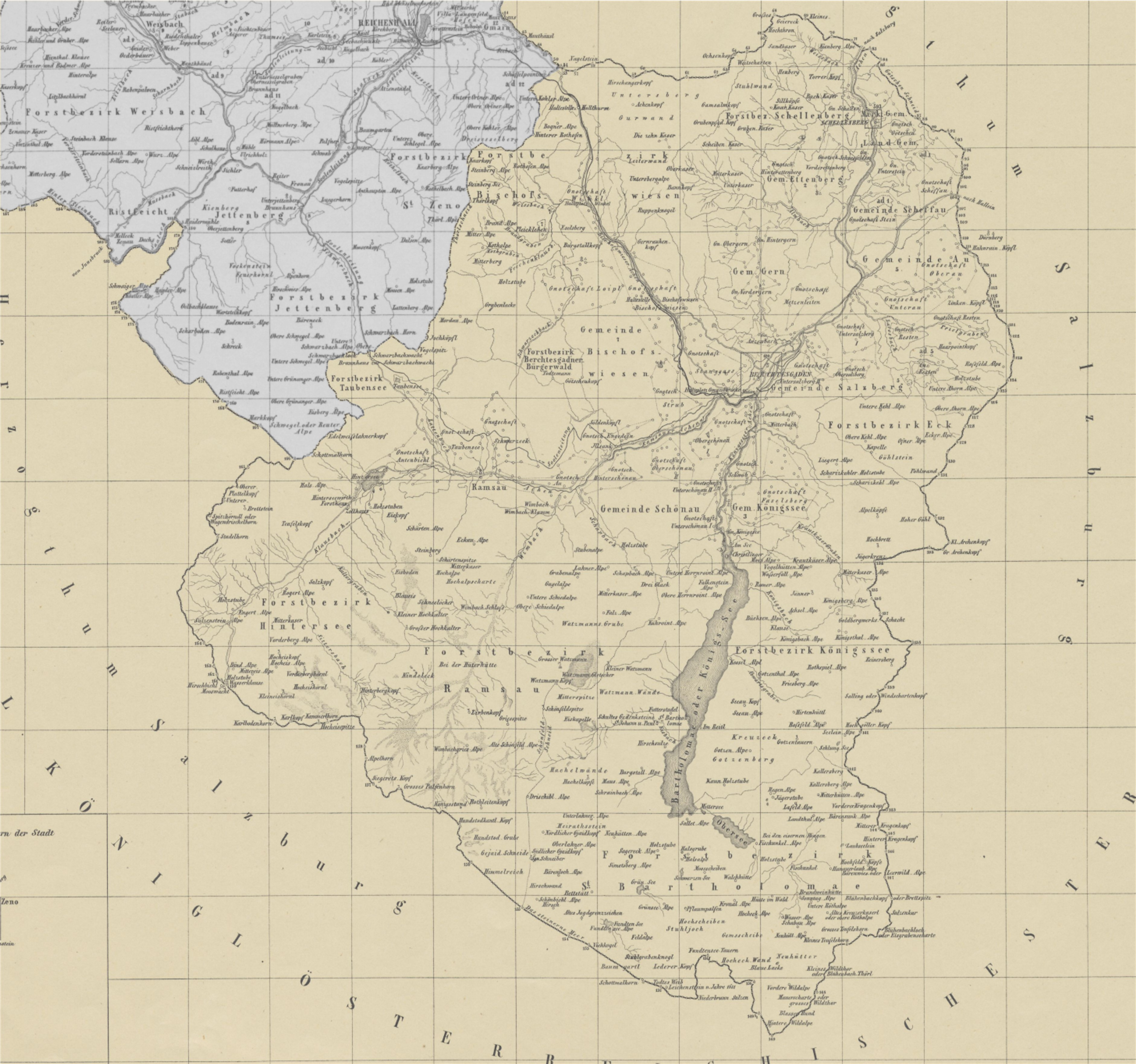
Gnotschaften innerhalb des Amtsgerichts Berchtesgaden (grau: das angrenzende, nur teilweise angezeigte Amtsgericht Reichenhall), Kartenausschnitt von 1896

In den Gemeindeverzeichnissen ab 1817 sind die acht „Urgnotschaften“ nunmehr als „Gemeinden“, die einstigen 32 „Gnotschafterbezirke“ – nach Splittung der zwei bisherigen Bezirke in Ramsau und Umverteilung von vier Schellenberger Ortsteilen – als deren nunmehr 38 „Gnotschaften“ aufgeführt. Hinzu kommen noch der Markt Berchtesgaden mit seinem Landgericht als Hauptort sowie das „Marktgericht“ Schellenberg Markt, das nur noch den Marktkern selbst behielt und seine „Bürgerlehen“ außerhalb als neue Gnotschaften Götschen, Schaden, Schneefelden, Unterstein 1818 an die neu gebildete Gemeinde Schellenberg Land abtrat.
Der diesem Abschnitt vorangestellte Kartenausschnitt des Amtsgerichts Berchtesgaden von 1896 stellt die Zugehörigkeit der dort nicht namentlich bezeichneten Einzelgehöfte zu den Gnotschaften dar – nicht aber die Grenzen zwischen den Gnotschaften. Die heutige Zugehörigkeit der Einzelgehöfte zu den Gnotschaften im Sinne von amtlich benannten Gemeindeteilen weicht bisweilen davon ab.
| „Urgnotschaften“ bis 1803 Gemeinden ab 1817 | Gnotschafterbezirke bis 1803 | Gnotschaften ab 1817                                                         |
| ------------------------------------------- | ---------------------------- | ---------------------------------------------------------------------------- |
| Au                                          | 1. Gnotschafterbezirk        | Unterau                                                                      |
| Au                                          | 2. Gnotschafterbezirk        | Oberau                                                                       |
| Au                                          | 3. Gnotschafterbezirk        | Resten                                                                       |
|                                             |                              |                                                                              |
| Bischofswiesen                              | 1. Gnotschafterbezirk        | Loipl                                                                        |
| Bischofswiesen                              | 2. Gnotschafterbezirk        | Stanggaß                                                                     |
| Bischofswiesen                              | 3. Gnotschafterbezirk        | Strub                                                                        |
| Bischofswiesen                              | 4. Gnotschafterbezirk        | Bischofswiesen                                                               |
| Bischofswiesen                              | 5. Gnotschafterbezirk        | Winkl                                                                        |
| Bischofswiesen                              | 6. Gnotschafterbezirk        | Engedey                                                                      |
|                                             |                              |                                                                              |
| Ettenberg                                   | 1. Gnotschafterbezirk        | Vorderettenberg                                                              |
| Ettenberg                                   | 2. Gnotschafterbezirk        | Hinterettenberg                                                              |
| Ettenberg                                   | vorm. Schellenberg Markt     | Schneefelden (ab 1818 in neuer Gemeinde Schellenberg Land)                   |
| Ettenberg                                   | vorm. Schellenberg Markt     | Schaden (ab 1818 in neuer Gemeinde Schellenberg Land)                        |
|                                             |                              |                                                                              |
| Gern                                        | 1. Gnotschafterbezirk        | Vordergern                                                                   |
| Gern                                        | 2. Gnotschafterbezirk        | Obergern                                                                     |
| Gern                                        | 3. Gnotschafterbezirk        | Hintergern                                                                   |
|                                             |                              |                                                                              |
| Ramsau                                      | 1. Gnotschafterbezirk        | Au                                                                           |
| Ramsau                                      | 1. Gnotschafterbezirk        | Schwarzeck                                                                   |
| Ramsau                                      | 2. Gnotschafterbezirk        | Antenbichl                                                                   |
| Ramsau                                      | 2. Gnotschafterbezirk        | Taubensee ab 1824 inkl. Weiler Ramsau                                        |
|                                             |                              |                                                                              |
| Salzberg                                    | 1. Gnotschafterbezirk        | Anzenbach (von 1817–1818 bei Gern)                                           |
| Salzberg                                    | 2. Gnotschafterbezirk        | Metzenleiten (von 1817–1818 bei Gern)                                        |
| Salzberg                                    | 3. Gnotschafterbezirk        | Untersalzberg I                                                              |
| Salzberg                                    | 4. Gnotschafterbezirk        | Untersalzberg II                                                             |
| Salzberg                                    | 5. Gnotschafterbezirk        | Obersalzberg                                                                 |
| Salzberg                                    | 6. Gnotschafterbezirk        | Mitterbach                                                                   |
|                                             |                              |                                                                              |
| Scheffau                                    | 1. Gnotschafterbezirk        | Oberstein                                                                    |
| Scheffau                                    | 2. Gnotschafterbezirk        | Neusieden                                                                    |
| Scheffau                                    | vorm. Schellenberg Markt     | Götschen (ab 1818 in neuer Gemeinde Schellenberg Land)                       |
| Scheffau                                    | vorm. Schellenberg Markt     | Unterstein (ab 1818 in neuer Gemeinde Schellenberg Land)                     |
|                                             |                              |                                                                              |
| Schönau                                     | 1. Gnotschafterbezirk        | Königssee (ab 1817 eigenständige Gemeinde inkl. 2 weitere Gnotschaften s.u.) |
| Schönau                                     | 2. Gnotschafterbezirk        | Oberschönau I                                                                |
| Schönau                                     | 3. Gnotschafterbezirk        | Hinterschönau                                                                |
| Schönau                                     | 4. Gnotschafterbezirk        | Königssee: Schwöb                                                            |
| Schönau                                     | 5. Gnotschafterbezirk        | Unterschönau II                                                              |
| Schönau                                     | 6. Gnotschafterbezirk        | Oberschönau II                                                               |
| Schönau                                     | 7. Gnotschafterbezirk        | Unterschönau I                                                               |
| Schönau                                     | 8. Gnotschafterbezirk        | Königssee: Faselsberg                                                        |

## Gnotschaften als Gemeindeteile heute

Das Berchtesgadener Land (rot) innerhalb des Landkreises Berchtesgadener Land mit Grenzen der heutigen fünf Gemeinden sowie den zwei gemeindefreien Gebieten bzw. Forsten (dunkelrot) Schellenberger Forst im Norden und Eck im Osten. Wasserflächen: (li.) Hintersee, (re.) Königssee u. Obersee

Nach der Gebietsreform in Bayern von 1971 bis 1980 sind die vormals acht Urgnotschaften bzw. Gemeinden des ursprünglichen „Berchtesgadener Landes“ in den fünf Gemeinden Berchtesgaden, Bischofswiesen, Marktschellenberg, Ramsau bei Berchtesgaden und Schönau am Königssee sowie den zwei gemeindefreien Gebieten bzw. Forsten Schellenberger Forst im Norden und Eck im Osten aufgegangen. Die Gnotschafter verrichteten ihre Gemeindedienste bis in die Mitte des 20. Jahrhunderts. Die einstigen „Gnotschafterbezirke“ dienen jetzt nur noch als kleinteilige Ortsteil- bzw. Gemeindeteilbezeichnungen innerhalb der fünf Gemeinden, werden aber von den Einheimischen noch immer als „Gnotschaften“ bezeichnet.
Im Amtlichen Ortsverzeichnis für Bayern wurden zuletzt 38 Gnotschaften aufgeführt, die sich auf die Gemeinden Berchtesgaden (12), Bischofswiesen (6), Marktschellenberg (8), Ramsau bei Berchtesgaden (4) und Schönau am Königssee (8) verteilen. Sechs Gemeindeteile von vier dieser Gemeinden, darunter auch die beiden historischen Hauptorte, werden nicht als Gnotschaft bezeichnet.

### Berchtesgaden
In die Gemeinde Berchtesgaden wurden im Rahmen der Gebietsreform in Bayern von 1971 bis 1980 die zuvor selbstständigen Gemeinden Au, Gern und Salzberg eingemeindet.
| Gemarkungen         | Gemeindeteile       | Art             | Anmerkungen |
| ------------------- | ------------------- | --------------- | --- |
| Markt Berchtesgaden | Markt Berchtesgaden | Hauptort        | vormals fürstliche Residenz des Klosterstifts Berchtesgaden                                                                            |
| Au                  | Unterau             | Gnotschaft      | Eigenständige Gemeinde bis 1972 |
| Au                  | Oberau              | Gnotschaft      | Eigenständige Gemeinde bis 1972 |
| Au                  | Resten              | Gnotschaft      | Eigenständige Gemeinde bis 1972 |
| Maria Gern          | Hintergern          | Gnotschaft      | Eigenständige Gemeinde bis 1972, bis 1953 Ortsname: Gern                                                                               |
| Maria Gern          | Obergern            | Gnotschaft      | Eigenständige Gemeinde bis 1972, bis 1953 Ortsname: Gern                                                                               |
| Maria Gern          | Vordergern          | Gnotschaft      | Eigenständige Gemeinde bis 1972, bis 1953 Ortsname: Gern                                                                               |
| Maria Gern          | Am Etzerschlößl     | Neuere Siedlung | benannt nach dem von Fürstpropst Jakob Pütrich 1574 erbauten, 1960 abgerissenen „Lustschloss“ Etzerschlößl am Fuße der Gnotschaft Gern |
| Salzberg            | Anzenbach           | Gnotschaft      | Eigenständige Gemeinde bis 1972 |
| Salzberg            | Metzenleiten        | Gnotschaft      | Eigenständige Gemeinde bis 1972 |
| Salzberg            | Mitterbach          | Gnotschaft      | Eigenständige Gemeinde bis 1972 |
| Salzberg            | Obersalzberg        | Gnotschaft      | Eigenständige Gemeinde bis 1972 |
| Salzberg            | Untersalzberg I     | Gnotschaft      | Eigenständige Gemeinde bis 1972 |
| Salzberg            | Untersalzberg II    | Gnotschaft      | Eigenständige Gemeinde bis 1972 |

### Bischofswiesen
In der Gemeinde Bischofswiesen entsprechen alle Gemeindeteile den einstigen Gnotschaften der „Urgnotschaft“ Bischofswiesen.
1. Bischofswiesen
2. Engedey
3. Loipl
4. Stanggaß
5. Strub
6. Winkl

### Marktschellenberg
1911 erfolgte eine Umbenennung: Aus Schellenberg Markt wurde Marktschellenberg; aus Schellenberg Land wurde Landschellenberg. Am 1. März 1911 wurde Ettenberg in die Gemeinde Landschellenberg eingemeindet. Am 1. Oktober 1969 wurden Marktschellenberg, Landschellenberg und Scheffau zur neuen Gemeinde Marktschellenberg zusammengeschlossen.
| Gemarkungen       | Gemeindeteile                          | Art            | Anmerkungen                                                                                    |
| ----------------- | -------------------------------------- | -------------- | ---------------------------------------------------------------------------------------------- |
| Marktschellenberg | Marktschellenberg                      | Hauptort       | neue Gemeinde mit „Bürgerhäusern“ vormals Sitz der „Hallinger“ der Fürstpropstei Berchtesgaden |
| Landschellenberg  | Ettenberg (Hinter- u. Vorderettenberg) | Gnotschaft     | Eigenständige Gemeinde bis 1969                                                                |
| Landschellenberg  | Götschen                               | Gnotschaft     | Eigenständige Gemeinde bis 1969                                                                |
| Landschellenberg  | Schaden                                | Gnotschaft     | Eigenständige Gemeinde bis 1969                                                                |
| Landschellenberg  | Schneefelden                           | Gnotschaft     | Eigenständige Gemeinde bis 1969                                                                |
| Landschellenberg  | Unterstein                             | Gnotschaft     | Eigenständige Gemeinde bis 1969                                                                |
| Scheffau          | Mehlweg                                | zu Neusieden   | Eigenständige Gemeinde bis 1969                                                                |
| Scheffau          | Neusieden                              | Gnotschaft     | Eigenständige Gemeinde bis 1969                                                                |
| Scheffau          | Oberstein                              | Gnotschaft     | Eigenständige Gemeinde bis 1969                                                                |
| Scheffau          | Scheffau                               | ehem. Hauptort | Eigenständige Gemeinde bis 1969                                                                |

### Ramsau bei Berchtesgaden
Die Gemeindeteile der Gemeinde Ramsau bei Berchtesgaden entsprechen nahezu unverändert den einstigen Gnotschaften der „Urgnotschaft“ Ramsau. Aneinander angrenzende Anteile der Gnotschaften Au, Schwarzeck und Taubensee bilden einen im Zusammenhang bebauten Innenbereich, der informell als Dorf Ramsau oder als Ortszentrum bezeichnet wird.
| Gemeindeteile | Art        | Anmerkungen                                   |
| ------------- | ---------- | --------------------------------------------- |
| Antenbichl    | Gnotschaft |                                               |
| Au            | Gnotschaft |                                               |
| Schwarzeck    | Gnotschaft |                                               |
| Taubensee     | Gnotschaft | Hierzu gehört auch der einstige Weiler Ramsau |
| Hintersee     | Dorf       | am gleichnamigen See                          |

### Schönau am Königssee
Die Gemeinden Schönau und Königssee wurden 1978 im Rahmen der Gebietsreform in Bayern zusammengelegt zur Gemeinde Schönau am Königssee. (Einwohnerzahlen laut Volkszählung am 25. Mai 1987 in Klammern)
| Gemarkungen            | Gemeindeteile         | Art               | Anmerkungen                                                                         |
| ---------------------- | --------------------- | ----------------- | ----------------------------------------------------------------------------------- |
| Forst Sankt Bartholomä | gemeindefreies Gebiet | eingemeindet 1984 | unbewohnt, Almhütten nur im Sommer bewohnt                                          |
| Forst Sankt Bartholomä | St. Bartholomä (25)   | Einöde            | vormals fürstliche Besitzung, dann von 1903 bis 1978 Exklave der Gemeinde Königssee |
| Forst Königssee        | gemeindefreies Gebiet | eingemeindet 1984 | unbewohnt, Almhütten nur im Sommer bewohnt                                          |
| Königssee              | Königssee (675)       | Gnotschaft        | Eigenständige Gemeinde bis 1978                                                     |
| Königssee              | Faselsberg (790)      | Gnotschaft        | Eigenständige Gemeinde bis 1978                                                     |
| Königssee              | Schwöb (590)          | Gnotschaft        | Eigenständige Gemeinde bis 1978                                                     |
| Schönau                | Hinterschönau (82)    | Gnotschaft        | Eigenständige Gemeinde bis 1978                                                     |
| Schönau                | Oberschönau (1421)    | Gnotschaft        | Eigenständige Gemeinde bis 1978                                                     |
| Schönau                | Unterschönau (1630)   | Gnotschaft        | Eigenständige Gemeinde bis 1978                                                     |